# Nadmorska Pustelnia Trójcy Świętej i św. Sergiusza z Radoneża
Nadmorska Pustelnia Trójcy Świętej i św. Sergiusza z Radoneża – prawosławny męski klasztor w granicach Petersburga, w Strielnej.
Monaster został założony w 1732 przez namiestnika ławry Troicko-Siergijewskiej, archimandrytę Warłaama (Wysockiego), który otrzymał na własność od carycy Anny jej daczę przy drodze z Petersburga do Peterhofu. Na terenie tym powstała cerkiew Zaśnięcia Matki Bożej i św. Sergiusza z Radoneża, budynki z celami mnichów, dom przełożonego. Już za panowania Elżbiety Piotrowny kompleks monasterski został rozbudowany o pięciokopułowy sobór Trójcy Świętej (na miejscu starszej cerkwi) i cerkiew św. Sergiusza z Radoneża (1756–1758), nowe obiekty mieszkalne i mur z basztami. W soborze znalazła się ikona św. Sergiusza z Radoneża przewieziona z ławry Troicko-Siergijewskiej oraz ikona patronalna napisana przez Karla Briułłowa. W 1763 odbyło się uroczyste poświęcenie nowej świątyni, w którym wzięła udział caryca Katarzyna II. Katarzyna II czuła się szczególnie związana z klasztorem. To w nim dowiedziała się, że jej mąż zgodził się abdykować; w kolejnych latach przekazywała wspólnocie hojne dary, a nawet wskazała Pustelnię Nadmorską jako jedno z możliwych miejsc pochówku.
Od 1764 monaster był samodzielną placówką (wcześniej podlegał ławrze Troicko-Siergijewskiej), a jego przełożeni zaczęli każdorazowo otrzymywać godność archimandryty. W klasztorze przebywało wówczas 20 mnichów. Znaczący rozwój wspólnoty miał miejsce w czasie kierowania klasztorem przez archimandrytę Ignacego (Brianczaninowa) od 1834 do 1857, który wprowadził do niego surową regułę opartą na naukach starców z Pustelni Optyńskiej. Wysokim poziomem wyróżniał się chór monasterski, dla którego tworzyli wyróżniający się kompozytorzy muzyki cerkiewnej swojej epoki. W 1867 w klasztorze przebywało 46 mnichów. W okresie zarządzania monasterem przez kolejnego przełożonego, archimandrytę Ignacego (Małyszewa), w dalszym ciągu prowadzona była rozbudowa klasztoru. Przebudowana została cerkiew św. Sergiusza z Radoneża, wzniesiony nowy budynek mieszkalny z cerkwią św. Sawy Stratylatesa oraz cerkiew św. Grzegorza Teologa. Sam przełożony wykonał szereg ikon na potrzeby monasterskich świątyń. W 1884 ukończono budowę cerkwi Zmartwychwstania Pańskiego, przeznaczoną dla 2500 wiernych. W 1916 w klasztorze żyło ok. 100 mnichów. Zakonnicy prowadzili dom inwalidów, szkołę, szpital dla ubogich, przytułek z 15–20 miejscami, szkołę życia w trzeźwości, w czasie I wojny światowej także szpital. Tradycyjnie z grona mnichów wyznaczani byli kapelani dla rosyjskich jednostek marynarki. Klasztor dysponował majątkiem 350 tys. rubli.
Monaster funkcjonował do 1919, jednak jego cerkwie pozostały jeszcze otwarte dla wiernych. Nieformalnie część braci kontynuowała życie wspólnotowe do 1931, zajmując część zabudowań – większość przekazano kolonii dziecięcej „Praca”, w 1926 po raz ostatni w monasterze odbyły się postrzyżyny mnisze. Przed 1941 monaster został przekazany szkole przygotowania kadry dowódczej zmilitaryzowanej ochrony przemysłu. Po ataku Niemiec na ZSRR od września 1941 w monasterze działał niemiecki sztab. Cerkwie Trójcy Świętej i Zmartwychwstania Pańskiego zostały poważnie uszkodzone na skutek ostrzału artyleryjskiego. Po wojnie część zabudowań została odrestaurowana, jednak obydwie zrujnowane cerkwie w 1962 zostały wykreślone z rejestru zabytków i zburzone. Na terenie monasteru powstała średnia szkoła milicyjna. W 1964 zniszczony został także cmentarz klasztorny, z którego przetrwały jedynie grób kanclerza Aleksandra Gorczakowa, architekta Gornostajewa i rodzinna kaplica Cziczerinów.
Eparchia petersburska odzyskała zabudowania dawnego monasteru w 1993. Z powodu braku środków prace nad przywróceniem pierwotnego wyglądu klasztoru postępują powoli. Nabożeństwa odbywają się w cerkwi św. Sergiusza z Radoneża.